# Danijel Gatarić
Danijel Gatarić (Prnjavor, 18. novembar 1988) srpski je pisac iz Bosne i Hercegovine.

## Biografija
Autor je nagrađenog romana Muškost Zorana K. i romana Libreto, te zbirki poezije Razmaženi Adam i 42 varijacije.
Rođen je 1988. u radničkoj porodici. Djetinjstvo provodi u selu Štrpci kod Prnjavora. Nakon dobijanja stana od preduzeća u kom otac radi seli se sa porodicom u Prnjavor gdje završava osnovnu školu,  a zatim gimnaziju. Za vrijeme gimnazijskih dana počinje da se bavi pisanjem i dobija prva priznanja. Nakon završetka srednje škole prelazi u Banjaluku, gdje završava Pravni Fakultet i radi kao pravnik.

## Objavljena djela
Knjiga poezije: Razmaženi Adam. 
Ministarstvo prosvjete i kulture Republike Srpske, konkurs za izdavačku djelatnost, Banja Luka 2013. godine.  978-99955-799-0-6.
Priznanja za istoimeni rukopis na pjesničkim festivalima: „Slovo Gorčina“ Stolac, 27. Druga nagrada za rukopis, 27. Festival mladih pesnika "Dani poezije" Zaječar, 45. "Festival poezije mladih“ Vrbas, „49. Disovo proleće“ Čačak, najuži izbor za nagradu "Mladi Dis" 2012. godine.
Roman: Muškost Zorana K. Balkanski književni glasnik, Beograd 2015. 
Katalogizacija u publikaciji Narodna biblioteka Srbije. 
Obaveštenje o rezultatima jesenjeg konkursa Balkanskog književnog glasnika: Na konkurs su do ponoći 1. avgusta 2014. godine stigla 394 pesnička, 211 proznih rukopisa, tri drame, dva eseja. Žiri u sastavu: Neven Mehinagić (Sarajevo), Jovan Jovičić (Sremski Karlovci), Dušan Gojkov (Beograd) odlučio je da prvu nagradu za poeziju dodeli rukopisu “Srodne duše” Zoran Pešić Sigma, prvu nagradu za prozu rukopisu “Muškost Zorana K.” Danijel Gatarić. Nagrada za drame i eseje ove godine nije dodeljena. Balkanski književni glasnik čestita dobitnicima i istovremeno se zahvaljuje svim autorima koji su poslali rukopise. U Beogradu, 12. novembra 2014.]
Najbolja knjiga proze za 2014. godinu od 211 pristiglih rukopisa na konkursu otvorenom za Balkansko poluostrvo. „Balkanski književni glasnik raspisuje konkurs za knjigu poezije, proze, drame, esejistike. Na konkursu su mogli učestvovati svi autori koji pišu na jednom od balkanskih jezika (srpski, hrvatski, bosanski, slovenački, makedonski, albanski, grčki, bugarski, rumunski, rusinski, romski…“
Roman Libreto 2019. Kontrast  Beograd. Roman je nominovan za Nagradu Evropske Unije za književnost (za Bosnu i Hercegovinu 2020. godine koju je kritikovao za vrijeme aktivne nominacije zbog nepotizma i načina dodjeljivanja.  978-86-6036-049-8
„42 varijacije"  je drugi pjesnički rukopis koji objavljuje putem konkursa Ministarstva prosvjete i kulture Republike Srpske za finansiranje književno-umjetničkog stvaralaštva u kategoriji poezija savremena književnost. "42 varijacije", knjiga pjesama promovisana je u Gospodskoj ulici pod sloganom slobodne teritorije Art prostora, te u Kazneno popravnom zavodu Tunjice, Banja Luka u 2020. godini.  978-99976-932-2-8
Različiti zbornici i publikacije: „Meko tkivo“ izbor iz najnovije generacije pjesnika regiona Zagreb 2015, te časopisi: Trag, Disovo proleće, Putevi...
Član je Udruženja književnika Republike Srpske od 2017. godine.

## Spoljašnje veze
- https://www.glassrpske.com/lat/kultura/knjizevnost/danijel-gataric-knjizevnik-za-glas-srpske-imitacijom-u-pisanju-sluze-se-samo-ljudi-bez-talenta/347085
- https://www.oslobodjenje.ba/magazin/kultura/zelje-cestitke-pozdravi-i-spoznaje-556981
- https://www.oslobodjenje.ba/magazin/kultura/knjizevnost/osvrt-spanija-je-zemlja-prica-517057
- Izbor iz nove poezije regiona
- Borba glavnog junaka sa fotošopiranim životima Архивирано на веб-сајту  (25. фебруар 2018)
- Mirko Jovanović dobitnik nagrade Mladi Dis
- Konkurs Balkanskog književnog glasnika Архивирано на веб-сајту  (20. фебруар 2018)